# Nagrada hrvatskog glumišta za redateljsko ostvarenje u TV drami
Popis dobitnika Nagrade hrvatskog glumišta u kategoriji redateljsko ostvarenja u TV drami. Nagrada se dodjeljuje svake dvije godine. 
1994./1995. Eduard Galić

1996./1997. Vinko Brešan

1998./1999. Ognjen Sviličić

2000./2001. Dalibor Matanić

2002./2003. Stjepan Hoti

2004./2005. Antun Vrdoljak

2006./2007. Dražen Žarković, Pavo Marinković

2008./2009. Davor Žmegač

2010./2011. Dario Pleić

2012./2013. Kristijan Milić

2014./2015. Filip Peruzović

2016./2017. Goran Kulenović

2018./2019. Goran Rukavina

2020./2021. Vinko Brešan

2022./2023. Kristijan Milić